# Dubieńce
Dubieńce (biał. Дубянцы, ros. Дубенцы) – wieś na Białorusi, w obwodzie mińskim, w rejonie mińskim, w sielsowiecie Chaceżyn.